# مائة بشري (مسلسل)
مائة بشري هو مسلسل تلفزيوني قائم لعام 2020 وتدور الفكرة حول 100 شخص يخضعون لتجارب مختلفة تخص السلوكيات. وهي تستند إلى البرنامج التلفزيوني الهولندي Het Instituut (المعهد) الذي تم بثه في عامي 2016 و 2017

## طاقم الممثلين
- علي ورد (مضيف)
- زينب جونسون (مضيفة)
- سامي عبيد (مضيف)
- كومالبريت باتث
- هالي بوكراث
- ديلان جورج
- الآي كير
- لاكريشي كيندريد
- جيسيكا لي كوركيس
- شارلوت لاوس
- آرون لوي
- أنيسزكا سي
- تيانتا سنو
- آلان سكواتس
- ألفريدو تافاريس
- ريان زامو
- خيران شنك
- ديفيد إيبي
- أفالون وارين
- إريك أنتوني روسو
- بليندا كاي
- جانيل هوبكنز

## النشر
تم إصدار مسلسل مائة بشري في 13 مارس 2020، على Netflix.

## الحلقات
1. ما الذي يجعلنا جذابون؟ 13 مارس 2022
2. أفضل وقت لعيش الحياة.13 مارس 2022
3. هيا نتحدث عن الجنس.13 مارس 2022
4. هل أنت متحيز؟13 مارس 2022
5. الألم ضد المتعة.13 مارس 2022
6. كيف تصبح سعيداً.13 مارس 2022
7. هل تستطيع الوثوق بحواسك؟ 13 مارس 2022
8. اسئل البشر.13 مارس 2022

## أمور تافهة
جميع الحلقات والموضوعات مأخوذة من المسلسل الهولندي الأصلي Het Instituut. ينطبق هذا أيضًا على الحلقات الأخيرة حيث يُزعم أن العديد من المشاركين بالمسلسل الأمريكي قد طرحوا أسئلتهم الخاصة، ولكن تم تضمين هذه أيضًا في العروض الهولندية السابقة.